# Santiago Demarchi
Santiago Demarchi fue un futbolista uruguayo que jugaba como guardameta. Fue campeón uruguayo con el Club Nacional de Football en cuatro oportunidades.

## Selección nacional
Se sabe que fue internacional con la Selección de fútbol de Uruguay, desde 1907 hasta 1918 un total de 232 partidos.  Uno de los encuentros fue por la Copa Lipton y el otro por la Copa Newton.

## Clubes
| Equipo   | País    | Periodo   |
| -------- | ------- | --------- |
| Nacional | Uruguay | 1907—1918 |

## Palmarés

### Campeonatos nacionales
| Título                  | Club     | País    | Año  |
| ----------------------- | -------- | ------- | ---- |
| Campeonato Uruguayo     | Nacional | Uruguay | 1912 |
| Copa Competencia        | Nacional | Uruguay | 1912 |
| Copa de Honor           | Nacional | Uruguay | 1913 |
| Copa Competencia (2)    | Nacional | Uruguay | 1913 |
| Copa de Honor (2)       | Nacional | Uruguay | 1914 |
| Copa Competencia (3)    | Nacional | Uruguay | 1914 |
| Campeonato Uruguayo (2) | Nacional | Uruguay | 1915 |
| Copa de Honor (3)       | Nacional | Uruguay | 1915 |
| Copa Competencia (4)    | Nacional | Uruguay | 1915 |
| Campeonato Uruguayo (3) | Nacional | Uruguay | 1916 |
| Copa de Honor (4)       | Nacional | Uruguay | 1916 |
| Campeonato Uruguayo (4) | Nacional | Uruguay | 1917 |
| Copa de Honor (5)       | Nacional | Uruguay | 1917 |
| Copa Competencia (5)    | Nacional | Uruguay | 1918 |

### Copas internacionales
| Título                      | Club     | País    | Año  |
| --------------------------- | -------- | ------- | ---- |
| Cup Tie Competition         | Nacional | Uruguay | 1913 |
| Cup Tie Competition (2)     | Nacional | Uruguay | 1915 |
| Copa de Honor Cousenier     | Nacional | Uruguay | 1915 |
| Copa Aldao                  | Nacional | Uruguay | 1916 |
| Copa de Honor Cousenier (2) | Nacional | Uruguay | 1916 |
| Copa de Honor Cousenier (3) | Nacional | Uruguay | 1917 |